# Sigismund von Götze
Ej att förväxla med Sigismund Goetze (1866–1939), brittisk konstnär.
Sigismund von Götze, född 1576 i Brandenburg, död den 15 december 1650, var en tysk statsman.
von Götze var från 1604 till sin död, med avbrott åren 1637–1640, medlem av brandenburgska geheimerådet, 1630–1637 och 1640–1650 som dess kansler. Han tillhörde under trettioåriga kriget det svenskvänliga partiet vid hovet i Berlin och stod sålunda i skarp motsats till den Habsburgskt sinnade greve Schwarzenberg. Under svenskarnas lyckosamma år 1630–1634 hade von Götzen ett betydande inflytande och användes flera gånger vid viktiga underhandlingar med Gustav II Adolf och hans statsmän. Efter Nördlingen förlorade han en tid sitt inflytande och måste till och med för några år lämna geheimerådet, men återkom dit efter Fredrik Vilhelms regeringstillträde 1640 och påverkade nu åter den brandenburgska politiken i mer svenskvänlig riktning.